# Magical Mystery Tour (album)
Magical Mystery Tour is een album van The Beatles met liedjes uit de derde film die The Beatles maakten. Oorspronkelijk werd het in Engeland uitgebracht als dubbel-ep en in Amerika als lp. Op de Amerikaanse lp werden de nummers uit de film aangevuld met singles die The Beatles in 1967 uitbrachten. Dit album verscheen aan het einde van een productieve periode van de Beatles waarin ze veel psychedelische muziek maakten.

## Tracks
- Alle nummers zijn geschreven door Paul McCartney en John Lennon, tenzij anders aangegeven.

### Ep
1. Magical mystery tour
2. Your mother should know
3. I am the walrus
4. The fool on the hill
5. Flying (Lennon/McCartney/Harrison/Starkey)
6. Blue Jay Way (Harrison)

### Lp en cd
1. Magical Mystery Tour
2. The fool on the hill
3. Flying (Lennon/McCartney/Harrison/Starkey)
4. Blue Jay Way (Harrison)
5. Your mother should know
6. I am the walrus
7. Hello, goodbye
8. Strawberry Fields forever
9. Penny Lane
10. Baby, you're a rich man
11. All you need is love

Pas in 1976 verscheen in de UK een lp-versie van de ep. Hierbij heeft Parlophone rechtstreeks de persmal gebruikt van het Amerikaanse Capitol-album, dat drie tracks opleverde in Duophonic, te weten: Penny Lane, Baby, You're a Rich Man en All You Need Is Love.
Toen The Beatles-collectie op cd uitkwam, werd gekozen om voor Magical Mystery Tour de tracklist van de Amerikaanse lp te handhaven.

## Hitnotering
| Magical Mystery Tour in de Nederlandse Album Top 100 - binnen: 26 september 2009 | Magical Mystery Tour in de Nederlandse Album Top 100 - binnen: 26 september 2009 | Magical Mystery Tour in de Nederlandse Album Top 100 - binnen: 26 september 2009 |
| Week                                                                             | 01                                                                               |                                                                                  |
| -------------------------------------------------------------------------------- | -------------------------------------------------------------------------------- | -------------------------------------------------------------------------------- |
| Nummer                                                                           | 89                                                                               | uit                                                                              |